# Вайрочана
 Тази статия е за персонажа в будизма.  За тибетския будистки деятел вижте Вайрочана (преводач).  
Вайрочана (или Махавайрочана) е един от петте Дхяни Буди, основен за „Буда семейството“. В текстове като „Сутра на гирляндата от цветя“ той е интерпретиран като Самбхогакая аспект на историческия Буда Шакямуни. В Китайски, Корейски и Японски будистки школи той е възприеман като въплъщение на будисткото понятие за пустотата. От петте Дхяни Буди той най-често е поставян в центъра.
Вайрочана е изначален (санскрит Ади) Буда в китайските школи Тянтай и Хуаян, последвани по-късно от японските Кегон и езотеричните Шингон и Тендай.
В китайския и японския будизъм популярността на Буда Вайрочана а времето постепенно отстъпва на тази на Амитабха, почитан от последователите на „Чистата земя“

## Галерия
- Буда в пролетния храм в провинция Хънан, Китай
- Вайрочана с Авалокитешвара и Ваджрапани. 9 век, Индонезия
- Големият Буда на Тодай-джи в храма на Кегон в Нара, Япония.
- Дайчини Ньорай в Енджо-джи, Нара, Япония.